# Партизанская (платформа в Московской области)
Партиза́нская — остановочный пункт Белорусского (Смоленского) направления Московской железной дороги в Рузском городском округе Московской области. Расположена на 92 км железной дороги, между станциями Дорохово и Шаликово.  Среднее время движения от Белорусского вокзала составляет 1 час 40 минут.
Платформа названа в честь партизан, сражавшихся в годы Великой Отечественной войны.
Станция была построена на средства Электродного завода в 50 годах 20 века, после того как работникам завода были выделены земли под организацию СНТ "Дворики", вблизи деревни Землино. 

Состоит из двух боковых платформ, соединённых между собой настилом. На платформе в сторону Белорусского вокзала расположено здание билетной кассы, закрытой в 2008 году из-за «нерентабельности». Открыто в 2012.
На платформе в летнее время высаживаются и отправляются очень много людей, а поезда останавливаются на платформе довольно редко, поэтому вместимости электричек значительно не хватает.
- Станция «Партизанская».  
Вид в сторону Можайска